# Ottaviano Prassede
Ottaviano Prassede est  un peintre italien qui a été actif au XVe siècle dans la région des Marches.

## Biographie
Ottaviano Prassede, en collaboration avec Evangelista da Pian di Meleto, décora la chapelle du Très-Saint-Sacrement de la cathédrale d'Urbino.

## Œuvres
- la chapelle du Très-Saint-Sacrement de la cathédrale d'Urbino.

## Liens
- Peintres nés dans les Marches
- Renaissance à Urbino